# Franz Deym
Franz Deym von Stritež (Neuschloss, 1805. – Lesencetomaj, 1872. február 16.) gróf, császári-királyi altábornagy, az 1848–49-es szabadságharcban a császári csapatok egyik tábornoka.

## Pályafutása
Katonacsaládba született, már tizenhat éves korában belépett a császári hadseregbe. Számos lovassági ezrednél szolgált, majd 1844-ben ezredesként a 9. (Miklós) huszárezred parancsnoka lett. Ebben az ezredben szolgált a későbbi honvéd tábornokok közül Gáspár András és Kazinczy Lajos is. 1848 júliusában a magyar és osztrák hadügyminisztérium között létrejött megállapodás értelmében Deym vezetésével érkezett a huszárezred magyarországi állomáshelyére. Szeptember 3-án léptették elő vezérőrnaggyá. A Miklós–huszárezred a magyar alkotmány oldalán harcolt, ezért Jellasics támadása után  Deym jelentkezett az osztrák hadügyminisztériumnál. A tábornokot dandárparancsnokként beosztották Franz von Schlik tábornok galíciai hadtestébe. Részt vett a Schlik-hadtest Kassa és Tokaj környékén vivott ütközeteiben. Az 1849. február 5-ei branyiszkói ütközetben ő volt a hágót védő császári csapatok parancsnoka. A vesztes ütközetet követően egységével visszahúzódott Kassára, majd a Schlik-hadtesttel együtt csatlakozott a Windisch-Grätz vezette császári főerőkhöz. Részt vett a kápolnai csatában, majd február 28-án az azt követő mezőkövesdi lovassági ütközetben az ő dandárja szenvedett vereséget a Gáspár András vezette Miklós huszárezredtől. Az elszenvedett vereség miatt leváltották dandárparancsnoki állásából.
A további magyarországi harcokban nem vett részt. Leváltása ellenére nem vált kegyvesztetté, a szabadságharc bukása után teljesítményét több kitüntetéssel is elismerték. 1849 augusztusától Laibachban volt dandárparancsnok, majd 1850-től a város katonai kormányzója lett. 1852-ben léptették elő altábornaggyá és a horvátországi főhadparancsnokság területén egy hadosztály parancsnokává. 1855-ben nyugdíjazták. Élete hátralévő részét lesencetomaji birtokán töltötte.

## Munkái
- Olvasó és imádságos könyv a katonák számára; Kolozsvár, 1833

## Külső hivatkozások
- Franz Deym sírja Lesencetomajon

1. 1 2 3 4 5 6 7 8  Geni.com. (Hozzáférés: 2025. január 10.)